# Stadion Budowlanych Lublin
Stadion Budowlanych Lublin – stadion do rugby w Lublinie, w Polsce. Został otwarty w 1980 roku. Może pomieścić 1000 widzów. Swoje spotkania rozgrywają na nim rugbyści klubu Budowlani Lublin.
Teren obiektu został w latach 70. XX wieku przejęty przez skarb państwa od prywatnych właścicieli. Planowano tam budowę szkoły, ale ostatecznie powstał stadion, na którym od 1980 roku swoje spotkania rozgrywa powstała pięć lat wcześniej drużyna rugby Budowlani Lublin. Na tym obiekcie Budowlani święcili swoje największe sukcesy w rozgrywkach ligowych (wicemistrzostwo Polski w latach 1990 i 1992 oraz 3. miejsce w lidze w latach 1991, 1993 i 2003). Na stadionie grywała również seniorska reprezentacja Polski w rugby, a także kadry młodzieżowe. W 2010 roku uprawomocniła się decyzja sądu o zwrocie terenu poprzednim właścicielom, którzy zabiegali o to od 10 lat. Właściciele zamierzali odsprzedać grunt miastu, dzięki czemu boisko nie uległoby likwidacji, ale na przeszkodzie stanęła różnica zdań w kwestii ceny. W związku z impasem Budowlanym groziła wyprowadzka z obiektu przy ulicy Krasińskiego. Zespół zaczął grywać część spotkań na boiskach bocznych Areny Lublin, a miasto w 2015 roku przystąpiło do remontu niewielkiego boiska Lubelskiego Centrum Edukacji Zawodowej przy ulicy Magnoliowej, gdzie powstało nowe, pełnowymiarowe boisko do rugby. Mimo ciągłej groźby wyprowadzki, Budowlani jak dotąd wciąż grają na swoim stadionie. Po podpisaniu przez klub umowy sponsorskiej z firmą Edach w 2020 roku prezydent Lublina zadeklarował chęć rozbudowy boiska powstałego przy ulicy Magnoliowej, a przy ulicy Krasińskiego miałoby powstać centrum rekreacyjne.